# Phillip Hagar Smith
Phillip Hagar Smith (Lexington, 29 aprile 1905 – 29 agosto 1987) è stato un ingegnere statunitense.

## Biografia
Phillip Smith si laureò all'Università di Tufts nel 1928. È celebre per l'invenzione, nel 1939, della Carta di Smith. Lasciò i Bell Laboratories per andare in pensione nel 1970.

## Invenzione della Carta di Smith
Phillip Smith inventò la Carta di Smith nel 1939, mentre lavorava per i Bell Laboratories (ma l'ingegnere giapponese Kurakawa aveva inventato un anno prima un'applicazione simile).
Quando gli fu richiesto il perché  avesse inventato questa carta, Smith rispose:
(Phillip Smith, Oral-History:Philip H. Smith)